# 非零和时代
《非零和时代：人类命运的逻辑》（英語：Nonzero: The Logic of Human Destiny）是美国记者和作家罗伯特·赖特的著作，讨论生物演化与文化演化中的非零和博弈，1999年出版。